# Evangelische Kirche (Quentel)

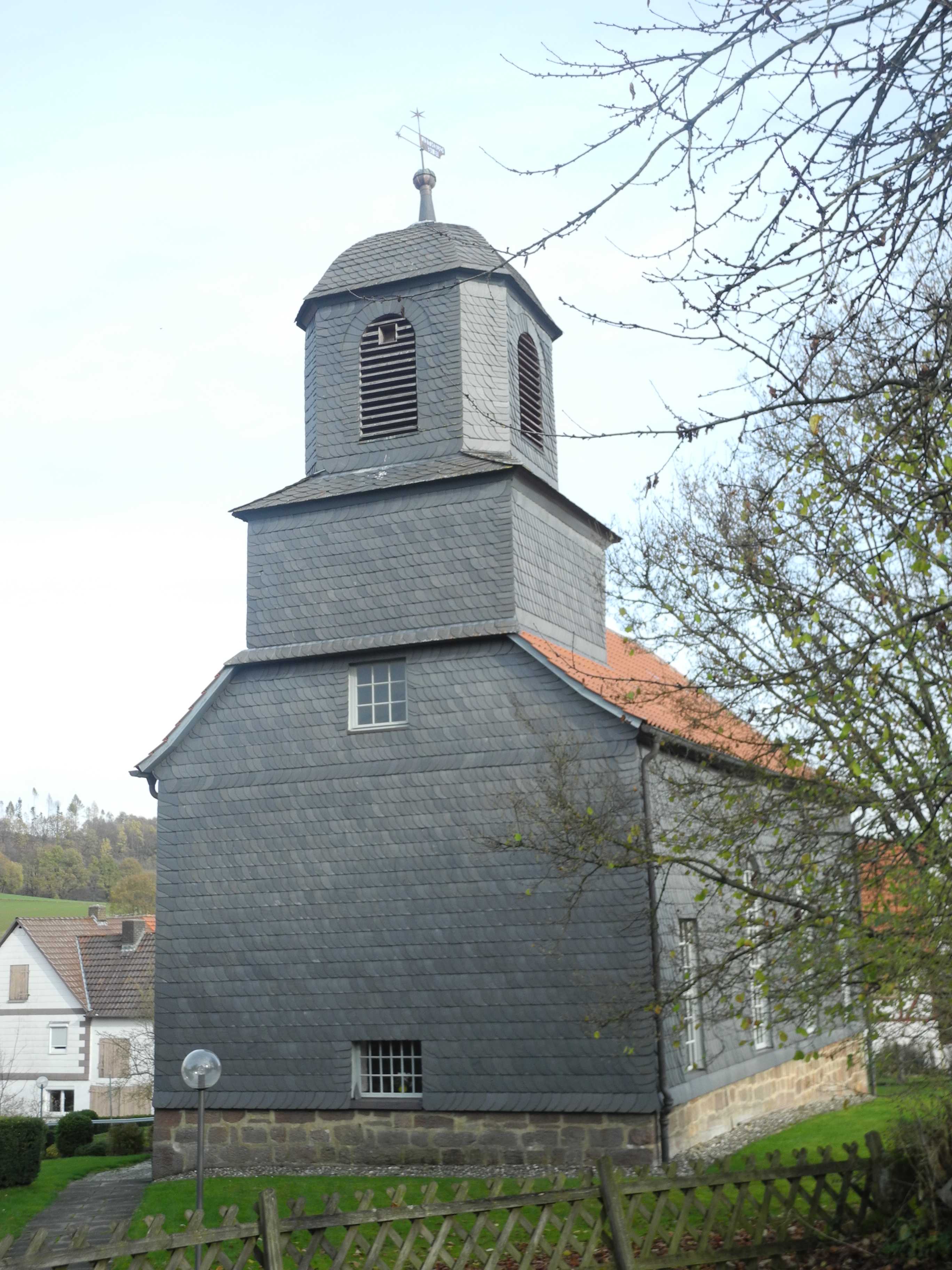
Evangelische Kirche in Quentel

Die evangelische Kirche Quentel ist ein denkmalgeschütztes Kirchengebäude in Quentel, einem Stadtteil von Hessisch Lichtenau  im Werra-Meißner-Kreis in Hessen. Die Kirchengemeinde gehört zum Kirchenkreis Werra-Meißner im Sprengel Kassel der Evangelischen Kirche von Kurhessen-Waldeck. 

## Beschreibung
Die bis auf die Ostseite schieferverkleidete, mit hohen Bogenfenstern versehene Fachwerkkirche, deren Gefache mit Bruchsteinen ausgemauert sind, wurde 1816/17 auf alten Grundmauern erbaut. Aus dem Satteldach des Kirchenschiffs erhebt sich im Westen ein quadratischer Dachturm, auf dem ein achteckiger Aufsatz sitzt, hinter dessen Klangarkaden sich der Glockenstuhl verbirgt. 
Zur Kirchenausstattung gehören ein spätgotisches Taufbecken und eine barocke Kanzel.